# Унбипентий
| 125              | Унбипентий |
| Ubp—             |            |
| [Og]5g16f28s28p2 |            |

Унбипентий (лат. Unbipentium, Ubp) — временное, систематическое название гипотетического химического элемента в Периодической таблице Дмитрия Ивановича Менделеева с временным обозначением Ubp и атомным номером 125.
Элемент 125 представляет интерес, поскольку он находится в пределах так называемого острова стабильности, предсказываемого теорией среднего поля на основе модели альфа-распада.

Согласно недавним[каким?] результатам, самовзаимодействие омега-мезона сильнее, чем предсказывалось ранее, и может вызывать бо́льшую стабильность ядер, согласно оболочечной модели.

## Происхождение названия
Слово «унбипентий» образовано из корней латинских и греческих числительных и буквально обозначает «один-два-пятий» (числительное «сто двадцать пятый» в латыни строится совсем иначе). В дальнейшем название будет изменено.

## Получение
По состоянию на 2019 год не было попыток синтеза элемента 125.
Далее приведены ядерные реакции, которые могут быть использованы для получения элемента 125:
232Th + 81Br → 313Ubp
238U + 75As → 313Ubp
237Np + 70 Ge→ 307Ubp
244Pu + 71Ga → 315Ubp
243Am + 70Zn → 313Ubp
248Cm + 65Cu → 313Ubp
249Bk + 64Ni → 313Ubp
249Cf + 59Co → 308Ubp
254Es + 58Fe → 312Ubp